# Min (Deset říší)
Stát Min (čínsky pchin-jinem Mǐn, znaky 閩) byl v letech 909–945 jedním z jihočínských států období Pěti dynastií a deseti říší. Rozkládal se v moderní provincii Fu-ťien. Vznikl roku 909, když Wang Šen-č’, ovládající zmíněný region, obdržel od císaře říše Pozdní Liang titul krále z Min. Stát zanikl v polovině 40. let 10. století, když se rozpadl v občanské válce a sousedé – Jižní Tchang a Wu-jüe – si Min rozdělili.

## Historie
Ke konci říše Tchang autorita její vlády klesala a povstání Chuang Čchaoa v letech 874–884 ještě více oslabilo moc ústředních úřadů. V následujících desetiletích regionální vojenští guvernéři ťie-tu-š’ spravovali svěřená území prakticky nezávisle. Moderní provincii Fu-ťien ovládali bratři Wang Čchao (od roku 896 s titulem ťie-tu-š’ Wej-wu, † 898), Wang Šen-č’ (ťie-tu-š’ Wej-wu od roku 898) a Wang Šen-kuej († 904). Roku 904 Wang Šen-č’ navíc od tchangského císaře obdržel titul knížete z Lang-jie. Roku 907 Ču Wen, nejvlivnější ťie-tu-š’ severní Číny, sesadil posledního tchangského císaře a sám se stal císařem říše (Pozdní) Liang. Wang Šen-č’ uznal změnu a oplátkou obdržel titul krále z Min. Na ovládaném území Wang Šen-č’ vybudoval funkční administrativu, snažil se pozvednout hospodářství a obchod. Rozvíjel se zejména námořní obchod.
Wang Šen-č’ zemřel koncem roku 925. jeho nejstarší syn a nástupce Wang Jen-chan byl začátkem roku 927 svržen a zabit svými bratry Wang Jen-ťünem a Wang Jen-pingem. Wang Jen-ťün převzal vládu a roku 933 se prohlásil císařem. Roku 935 byl zavražděn, nastoupil po něm jeho syn Wang Ťi-pcheng. Ten byl o čtyři roky později svržen a zabit v palácovém převratu svým strýcem a nástupcem Wang Jen-sim. Proti němu povstal bratr Wang Jen-čeng, který roku 943 v severozápadním Fu-ťienu vyhlásil císařem vlastního státu Jin. Wang Jen-siho roku 944 zabili jeho vlastní generálové, Wang Jen-čeng poté změnil svůj titul na císař Min. Oslabení státu Min využili sousedé – roku 945 armády říše Jižní Tchang zaútočily ze severu a dobyly fuťienské vnitrozemí, západnímu pobřeží (Čchüan-čou s okolím) do roku 978 vládli místní generálové formálně se podřizující Jižním Tchangům (resp. v 70. letech Sungům), zatímco východní pobřeží (Fu-čou s okolím) zabral severovýchodní soused, stát Wu-jüe.

## Panovníci
| Jméno                                                                                           | Jméno                                    | Jméno                                              | Portrét | Narození Úmrtí | Vláda   | Éra vlády                                       |
| posmrtné                                                                                        | chrámové                                 | příjmení a osobní jméno                            | Portrét | Narození Úmrtí | Vláda   | Éra vlády                                       |
| ----------------------------------------------------------------------------------------------- | ---------------------------------------- | -------------------------------------------------- | ------- | -------------- | ------- | ----------------------------------------------- |
| Čung-i-wang (閩忠懿王) později Čao-wu siao chuang-ti (昭武孝皇帝)                               | Tchaj-cu 太祖                            | Wang Šen-č’ 王審知                                 |         | 862–925        | 909–925 | –                                               |
|                                                                                                 | S’-cung 嗣宗                             | Wang Jen-chan 王延翰                               |         | ?–927          | 925–927 | –                                               |
| Čchi-su ming-siao chuang-ti 昭武孝皇帝                                                          | Chuej-cung (惠宗) nebo Tchaj-cung (太宗) | Wang Jen-ťün (王延鈞), později Wang Lin (王鏻)     |         | ?–935          | 927–935 | – Lung-čchi (龍啟, 933–934) Jung-che (永和,935) |
| Šeng-šen jing-žuej wen-ming kuang-wu jing-tao ta-chung chuang-ti 神聖英睿文明廣武應道大弘孝皇帝 | Kchang-cung 康宗                         | Wang Ťi-pcheng (王繼鵬) později Wang Čchang (王昶) |         | ?–939          | 935–939 | Tchung-wen (通文,936–939)                       |
| Žuej-wen kuang-wu ming-šeng jüan-te lung-tao ta-siao chuang-ti 睿文廣武明聖元德隆道大孝皇帝     | Ťing-cung 景宗                           | Wang Jen-si (王延羲) později Wang Si (王曦)        |         | ?–944          | 939–944 | Jung-lung (永隆, 939–944)                       |
| Kníže Kung-i z Fu 福恭懿王                                                                      |                                          | Wang Jen-čeng 王延政                               |         | ?–951          | 943–945 | Tchien-te (永隆, 943–945)                       |
| 1.                                                                                              |                                          |                                                    |         |                |         |                                                 |

Wang Jen-čeng byl v letech 943–944 císařem Jin.